# 首陽山 (朝鮮)
首陽山（韓語：수양산）是位於朝鮮民主主義人民共和國黃海南道的山峰，高946公尺。首陽山位於海州市與新院郡交界處，距海州市區北方7.5公里，這座山以各種各樣的山峰、岩層，從山谷中流下來的清澈瀑布和古老的首陽山城而聞名。